# Jochen Schümann
Jochen Schümann (Berlín Oriental, RDA, 8 de junio de 1954) es un deportista alemán que compitió para la RDA en vela en las clases Finn y Soling. 
Participó en seis Juegos Olímpicos de Verano, entre los años 1976 y 2000, obteniendo en total cuatro medallas, oro en Montreal 1976 (clase Finn), oro en Seúl 1988 (clase Soling junto con Thomas Flach y Bernd Jäkel), oro en Atlanta 1996 (Soling junto con Thomas Flach y Bernd Jäkel) y plata en Sídney 2000 (Soling con Gunnar Bahr e Ingo Borkowski).
Ganó cinco medallas en el Campeonato Mundial de Soling entre los años 1986 y 1999, y trece medallas en el Campeonato Europeo de Soling entre los años 1985 y 2015. También obtuvo tres medallas en el Campeonato Europeo de Finn entre los años 1978 y 1983.
En 1996 fue nombrado Regatista Mundial del Año por la Federación Internacional de Vela.

## Palmarés internacional
| Representando a la RDA |                           |                   |       |
| Juegos Olímpicos       |                           |                   |       |
| Año                    | Lugar                     | Medalla           | Clase |
| 1976                   | Montreal (Canadá)         | Medalla de oro    | Finn  |
| Campeonato Europeo     |                           |                   |       |
| Año                    | Lugar                     | Medalla           | Clase |
| 1978                   | Marstrand (Suecia)        | Medalla de bronce | Finn  |
| 1979                   | Malcesine (Italia)        | Medalla de plata  | Finn  |
| 1983                   | Neusiedl am See (Austria) | Medalla de oro    | Finn  |

| Representando a la RDA   |                              |                   |        |
| Juegos Olímpicos         |                              |                   |        |
| Año                      | Lugar                        | Medalla           | Clase  |
| 1988                     | Seúl (Corea del Sur)         | Medalla de oro    | Soling |
| Campeonato Mundial       |                              |                   |        |
| Año                      | Lugar                        | Medalla           | Clase  |
| 1986                     | La Trinité-sur-Mer (Francia) | Medalla de bronce | Soling |
| Campeonato Europeo       |                              |                   |        |
| Año                      | Lugar                        | Medalla           | Clase  |
| 1985                     | Balatonfüred (Hungría)       | Medalla de plata  | Soling |
| 1986                     | Warnemünde (RDA)             | Medalla de oro    | Soling |
| 1987                     | Karlshamn (Suecia)           | Medalla de plata  | Soling |
| 1988                     | Alassio (Italia)             | Medalla de oro    | Soling |
| 1989                     | Oslo (Noruega)               | Medalla de bronce | Soling |
| 1990                     | Prien (RFA)                  | Medalla de plata  | Soling |
| 1991                     | Pornichet (Francia)          | Medalla de bronce | Soling |
| Representando a Alemania |                              |                   |        |
| Juegos Olímpicos         |                              |                   |        |
| Año                      | Lugar                        | Medalla           | Clase  |
| 1996                     | Atlanta (Estados Unidos)     | Medalla de oro    | Soling |
| 2000                     | Sídney (Australia)           | Medalla de plata  | Soling |
| Campeonato Mundial       |                              |                   |        |
| Año                      | Lugar                        | Medalla           | Clase  |
| 1991                     | Rochester (Estados Unidos)   | Medalla de plata  | Soling |
| 1992                     | Cádiz (España)               | Medalla de oro    | Soling |
| 1996                     | Punta Ala (Italia)           | Medalla de bronce | Soling |
| 1999                     | Melbourne (Australia)        | Medalla de plata  | Soling |
| Campeonato Europeo       |                              |                   |        |
| Año                      | Lugar                        | Medalla           | Clase  |
| 1993                     | Portorož (Eslovenia)         | Medalla de oro    | Soling |
| 1994                     | Vilamoura (Portugal)         | Medalla de oro    | Soling |
| 1997                     | Troon (Reino Unido)          | Medalla de oro    | Soling |
| 1998                     | Izola (Eslovenia)            | Medalla de bronce | Soling |
| 1999                     | Sandefjord (Noruega)         | Medalla de bronce | Soling |
| 2015                     | Berlín (Alemania)            | Medalla de oro    | Soling |